# Alberto Canaveri
Alberto Canaveri (Piamonte, 1909 – Italia, anni 1950) è stato un aviatore italiano.

## Biografia
Alberto Canaveri nacque a Piamonte, Regno d'Italia, nel 1909. 
Il Capitano Canaveri prese parte al 1º Corso per piloti di alta velocità tenutosi a Desenzano del Garda presso il neocostituito Reparto Sperimentale Alta Velocità diretto dal colonnello Mario Bernasconi. Gli altri piloti del corso erano: Giuseppe Motta, Remo Cadringher, Giuseppe Magi, Giovanni Monti, Tommaso Dal Molin e Francesco Agello.
Qui ebbe modo di pilotare gli idrovolanti Savoia-Marchetti S.59, Macchi M.41, Macchi M.33, Macchi M.39 e Macchi M.52 e 52R.
Nel 1929 era nella squadra italiana, all'edizione della Coppa Schneider tenutasi a Calshot tra il 6 e il 7 settembre.
Nel 1936 prese parte da Tenente Colonnello con il nome di Franco Signorelli alla Guerra civile spagnola come comandante del Reggimento or Stormo da Caccia dell'Aviazione Legionaria, alla guida di un aeroplano Fiat C.R.32. Dal dicembre 1937 il 53º Stormo passa al comando del Colonnello Canaveri fino all'aprile 1939.
Canaveri partecipò anche alla Seconda guerra mondiale, con il grado di Colonnello della La Regia Aeronautica.